# Parc national de Fulufjället
Vous lisez un « article de qualité » labellisé en 2012.
Le parc national de Fulufjället (en suédois Fulufjällets nationalpark) est un parc national suédois situé le long de la frontière norvégienne. D'une superficie totale de 385 km2, il est entièrement situé sur le territoire de la commune d'Älvdalen dans la province de Dalécarlie. Il couvre la partie suédoise du massif de Fulufjället, le plus septentrional des Alpes scandinaves en Suède. La partie norvégienne du massif est protégée par le parc national de Fulufjellet. Ce massif est un haut plateau culminant, dans sa partie suédoise, à 1 042 m d'altitude, profondément entaillé par plusieurs rivières appartenant au bassin versant du fleuve Dalälven.
Les hauteurs du plateau sont dominées par les lichens et les montagnes nues, tandis que les vallées sont couvertes d'anciennes forêts denses. Les landes de buissons, d'herbes et de lichens sont uniques dans les Alpes scandinaves suédoises en raison de l'interdiction de pâture des rennes. Le parc est l'un des terrains de prédilection de l'ours brun et du lynx boréal. Il est également connu pour abriter de nombreuses espèces d'oiseaux dont le mésangeai imitateur, symbole du parc.
Les hommes sont présents dans la région depuis l'âge de la pierre et l'âge du fer, comme en témoignent plusieurs vestiges, tels que des édifices funéraires. Cependant, une occupation fixe n'est attestée qu'au XVIe siècle du côté norvégien et au XVIIIe siècle du côté suédois, la montagne étant alors utilisée comme lieu de transhumance. Si, depuis cette période, la pâture puis l'industrie du bois ont affecté la zone, de nombreux espaces ont conservé leur aspect originel et la protection croissante de la zone au cours du XXe siècle a permis de préserver cet héritage naturel. Cette protection a abouti en 2002 à la création du parc national, d'une superficie de 385 km2, inauguré le 17 septembre 2002 par le roi Charles XVI Gustave de Suède. Le parc est devenu l'une des premières aires protégées du projet PAN parks lancé par le WWF pour combiner la préservation de la nature et le tourisme. Il est en particulier marqué par la présence de la plus grande chute d'eau de Suède, Njupeskär, d'une hauteur totale de 93 mètres.

## Toponymie
L'origine du nom Fulufjället n'est pas connue avec certitude : la fin du nom (-fjället) signifie « la montagne », mais le début n'est pas tout à fait clair. Dans Ortnamn i Dalarna, Harry Ståhl suggère que ce mot provient du vieux suédois fala signifiant « blême » ou « terne », à rapprocher du nom de la ville de Falun et de celui de la rivière Fulan. La montagne aurait alors tiré son nom de la rivière proche, ou sinon de la ville : une route allant de Trysil à Falun serait en effet passée jadis à travers la montagne, qui se serait alors appelée « la montagne sur la route de Falun ».

## Géographie

### Localisation et frontières
Le parc national de Fulufjället est situé dans la commune d'Älvdalen du comté de Dalécarlie, à 25 km au sud-ouest de Särna. Il s'étend le long de la frontière norvégienne sur une superficie de 38 483 ha (soit 385 km2). Il est bordé, de l'autre côté de cette frontière, par le parc national de Fulufjellet, d'une superficie de 82,5 km2. Il est relativement éloigné des principales villes du pays, Stockholm étant par exemple à environ 400 km, et la gare de chemin de fer ainsi que l'aéroport les plus proches sont à Mora, à 140 km du parc.

### Relief

Carte du parc.

Le parc national couvre l'essentiel du massif de Fulufjället (en norvégien Fulufjellet), long de 35 km, dont une petite partie au sud-ouest est située en Norvège. Ce massif est dans la continuité de celui de Transtrand, qui constitue la partie la plus septentrionale des Alpes scandinaves en Suède,. Fulufjället est un plateau d'altitude compris entre 900 et 1 000 m avec quelques sommets arrondis. Slottet, 1 047 m d'altitude, point culminant du massif, se trouve en Norvège. Du côté suédois, et donc dans le parc national, culmine Brattfjället à 1 042 m, suivi de près par Storhön et ses 1 039 m. Aux extrémités sud et est du massif, l'altitude chute brutalement aux alentours de 600 m en rejoignant la vallée de Fuluälven. Ce plateau est découpé par plusieurs vallées, orientées vers l'ouest (Bergådalen, Girådalen), le sud (Tangådalen) et l'est (Göljådalen).

### Climat
Fulufjället est l'une des zones de Scandinavie les plus éloignées de la mer. Elle possède donc un climat continental. La température moyenne dans le parc est d'environ 1 °C, avec des précipitations relativement importantes (835 mm/an en moyenne). Le relevé météorologique de Särna, une localité proche, est donné à titre indicatif : étant située dans une vallée, son climat y est par conséquent moins humide. Bien que l'hiver soit en moyenne moins humide que l'été, la couverture neigeuse se maintient habituellement entre 175 et 200 jours par an.
| Mois                     | jan.  | fév.  | mars | avril | mai  | juin | jui. | août | sep. | oct. | nov. | déc.  | année |
| ------------------------ | ----- | ----- | ---- | ----- | ---- | ---- | ---- | ---- | ---- | ---- | ---- | ----- | ----- |
| Température moyenne (°C) | −12,1 | −10,5 | −5,2 | 0,3   | 6,9  | 12,1 | 13,3 | 11,7 | 7,2  | 2,2  | −5,2 | −10,8 | 0,8   |
| Précipitations (mm)      | 34,2  | 26,5  | 30,2 | 33,6  | 48,8 | 66,5 | 80,4 | 67,6 | 70,6 | 55   | 45,5 | 39,6  | 601,1 |

Cependant, le climat de Fulufjället est très variable dans le temps et dans l'espace, que cela soit en termes de température ou de précipitations. En particulier, la zone connut un évènement orageux d'une extrême ampleur dans la nuit du 30 au 31 août 1997. Au niveau des lacs Rösjöarna, 276 mm de pluie furent enregistrés en 24 heures et la quantité est estimée à 300 à 400 mm plus au sud. Ceci constitue la plus importante quantité d'eau en 24 heures jamais enregistrée en Suède. Les dégâts furent très importants dans le parc, en particulier le long des ruisseaux, dont les bords furent violemment érodés, arrachant toute la végétation qui s'y trouvait.

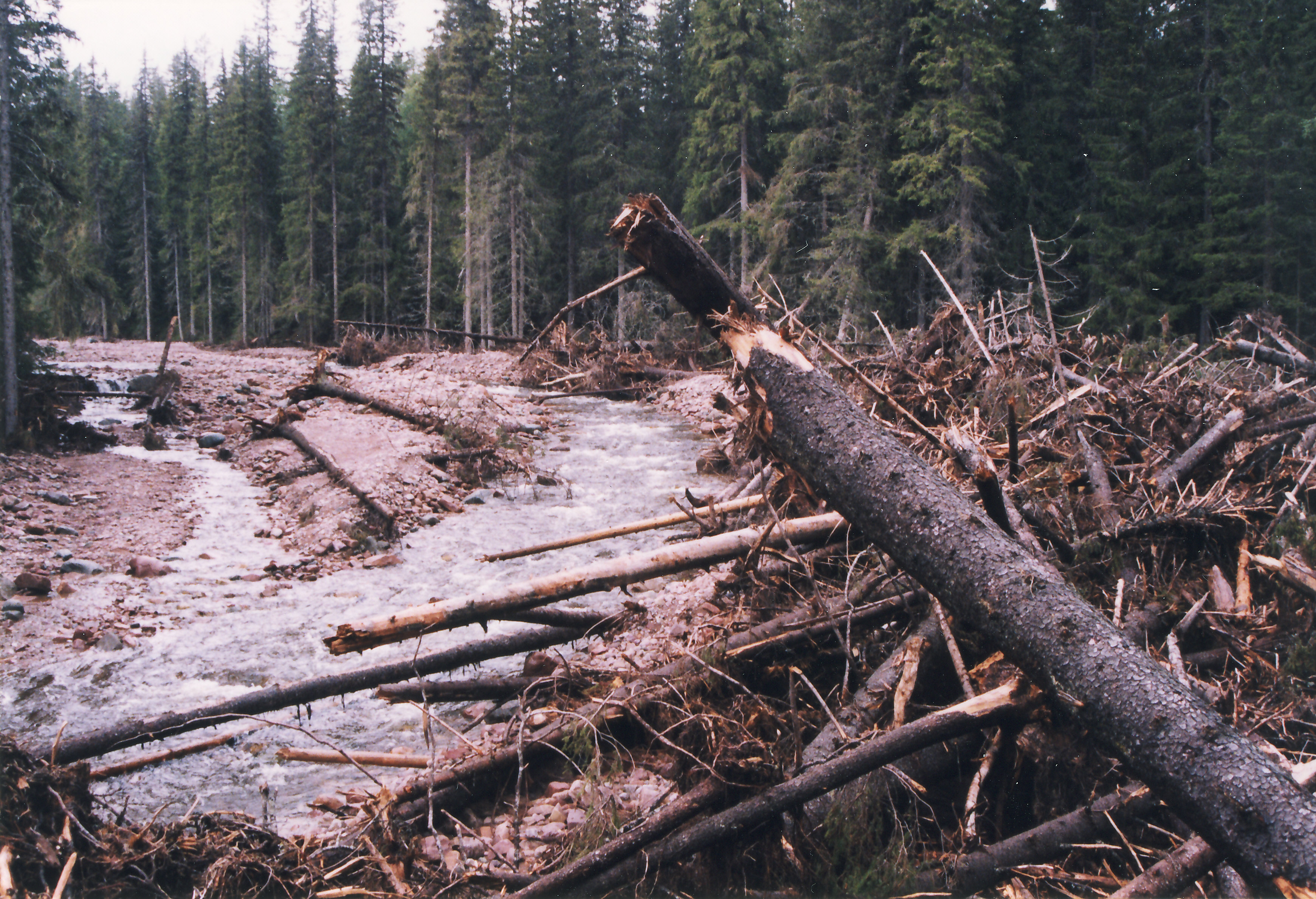
Traces des dégâts du grand orage de 1997 au niveau de la rivière Stora Göljån
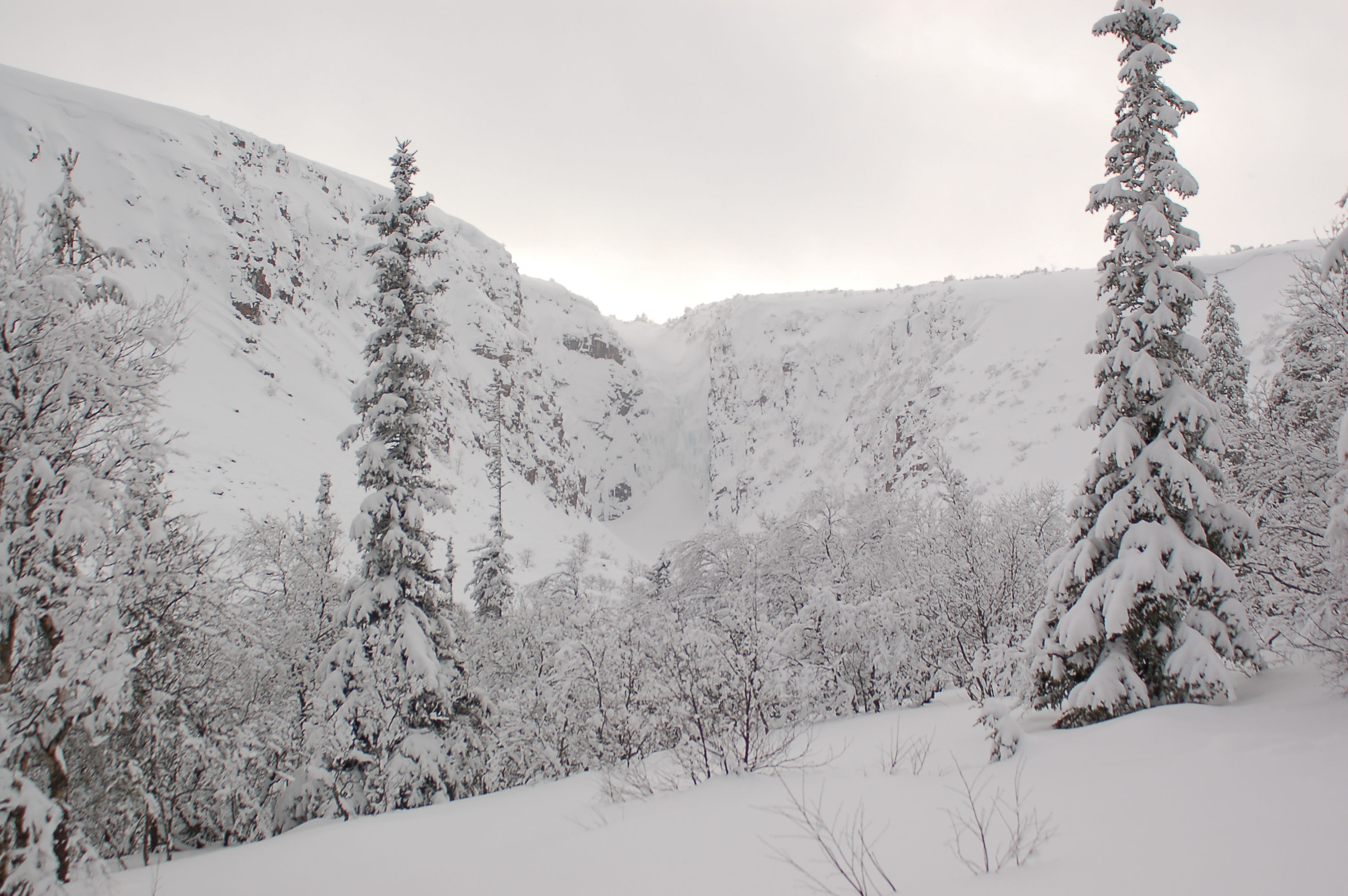
Fulufjället en hiver

### Hydrographie

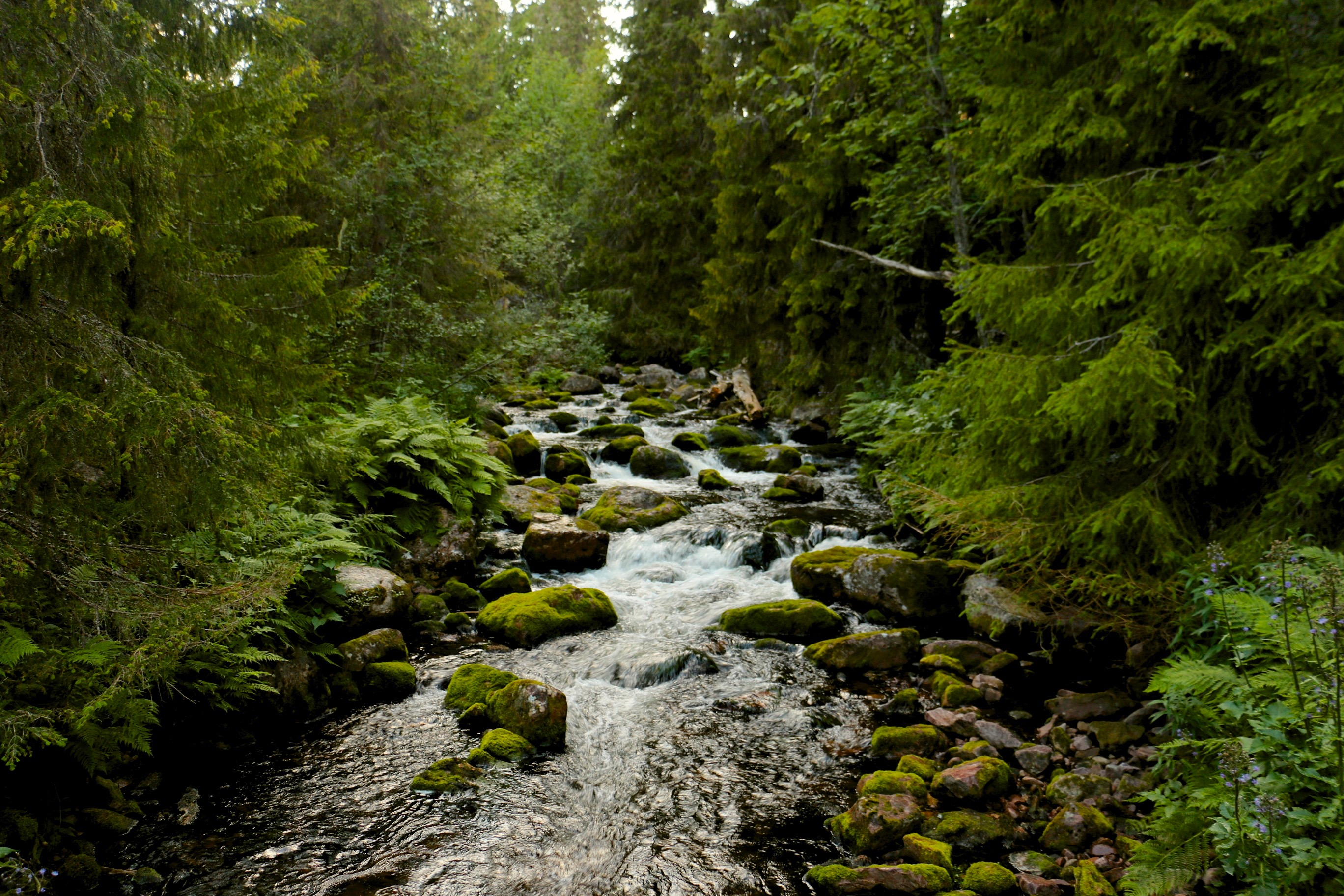
La rivière Njupån au pied de Fulufjället.

Plusieurs rivières prennent leur source dans le massif Fulufjället, les principales étant la Tangån (1,5 m3/s), la Girån, la Bergån, la Fulubågan, la Stora Njupån et la Stora Göljån (0,4 m3/s),. Les trois premières alimentent la rivière Görälven, qui longe le massif par l'ouest, tandis que les trois dernières alimentent la rivière Fulan (aussi appelée Fuluälven), qui le longe par l'est. C'est la rencontre de la Görälven et de la Fulan qui donne naissance au Västerdalälven, qui lui-même forme le grand fleuve Dalälven. Un des ruisseaux du parc, Njupån, forme au nord du plateau la chute d'eau Njupeskär, avec une hauteur de 93 m dont 70 m en chute libre, ce qui en fait la plus haute chute de Suède. Le plateau, et en particulier sa partie septentrionale au relief moins prononcé, comprend plusieurs lacs importants, tels que le Stora Rösjön (1,01 km2), Stora et Lilla Harrsjön (0,77 et 0,65 km2), Stora Getsjön (0,66 km2), etc. Ces lacs sont le plus souvent peu profonds et l'abondance des précipitations entraîne un renouvellement très rapide de l'eau. La zone comprend aussi plusieurs tourbières d'une superficie totale de plus de 20 km2, ce qui est relativement peu comparé aux montagnes des alentours.

## Géologie

### Roches

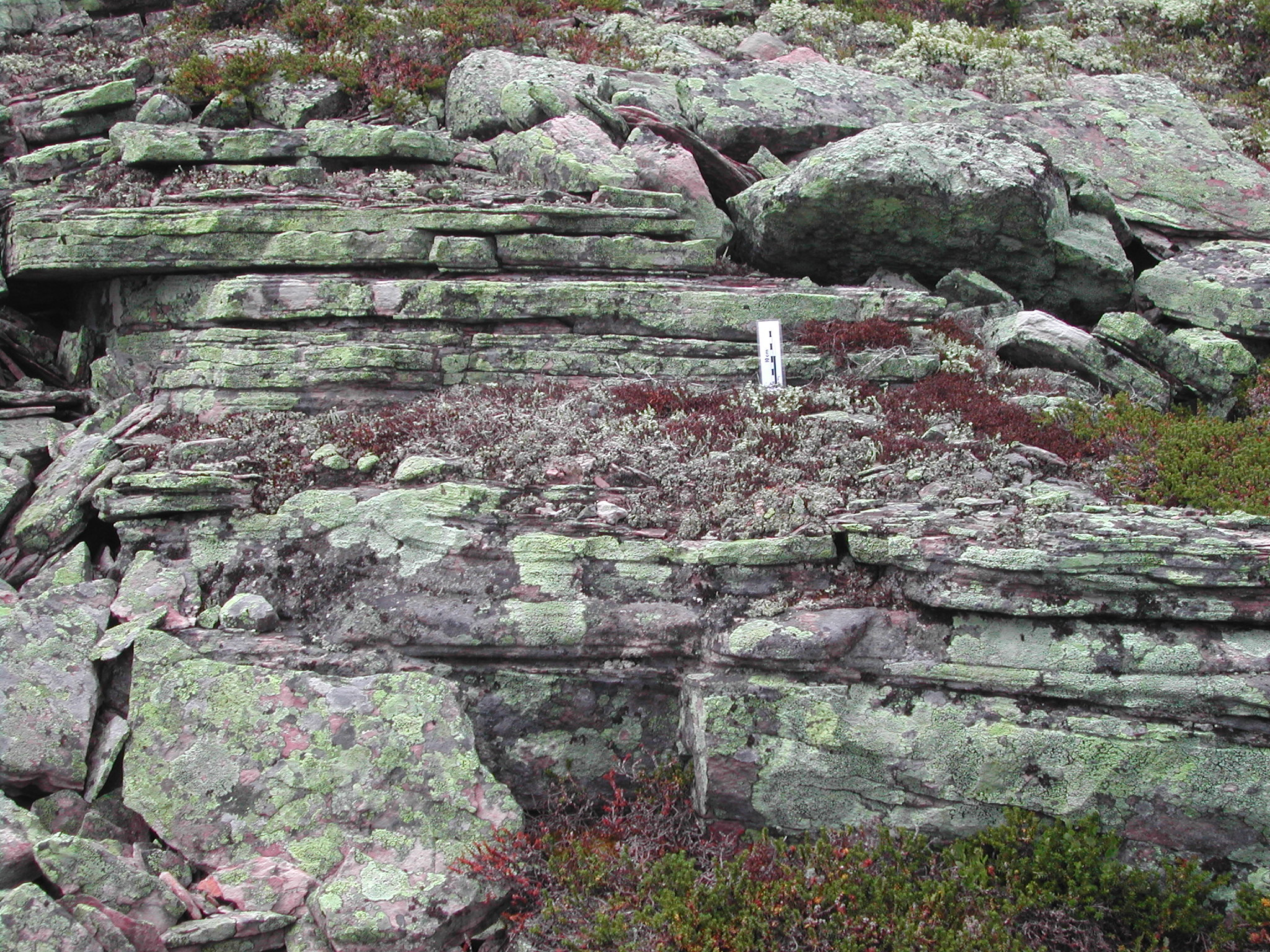
Couches de grès près du sommet Rörsjöhön sur le plateau.

Le massif de Fulufjället est en grande majorité constitué de grès. Ce grès a été formé il y a 900 millions d'années, alors que cette partie de la plaque Baltica se situait à proximité de l'équateur. Les conditions climatiques y étaient alors désertiques et le vent soufflait de grandes quantités de sable des dunes dans l'océan. Ces sédiments se compactèrent dans le fond océanique et formèrent ainsi une roche, le grès, en strates horizontales. Cette structure a été conservée, car elle fut peu affectée par l'orogenèse calédonienne.
Cette formation gréseuse est très différente de ce que l'on trouve habituellement dans le pays, plutôt constitué de granite et de gneiss. Elle est également très différente des roches du reste des Alpes scandinaves, ces dernières étant liées à la formation de la chaîne calédonienne. Ce grès est appelé grès de Dalécarlie, ou grès de Trysil du côté norvégien. De fait, il constitue la plus vaste zone de grès de Suède et son épaisseur atteint 1 200 mètres. C'est un grès le plus souvent rougeâtre, parfois gris, jaune ou marron.
Le grès est localement entrecoupé de veines de diabase. Cette diabase est particulièrement importante dans le paysage, car c'est une roche bien plus riche que le grès pour la végétation. De plus, elle résiste davantage à l'érosion que le grès et forme donc des structures proéminentes dans le paysage. Par exemple, le mont Brattfjället, point culminant du parc, est situé dans une des plus grandes zones de diabase. Ces diabases sont datées d'un peu moins que 300 Ma, ce qui correspond à la date de formation du rift d'Oslo. Ceci suggère que ces diabases sont liées à cet événement de rifting.

### Formation du paysage

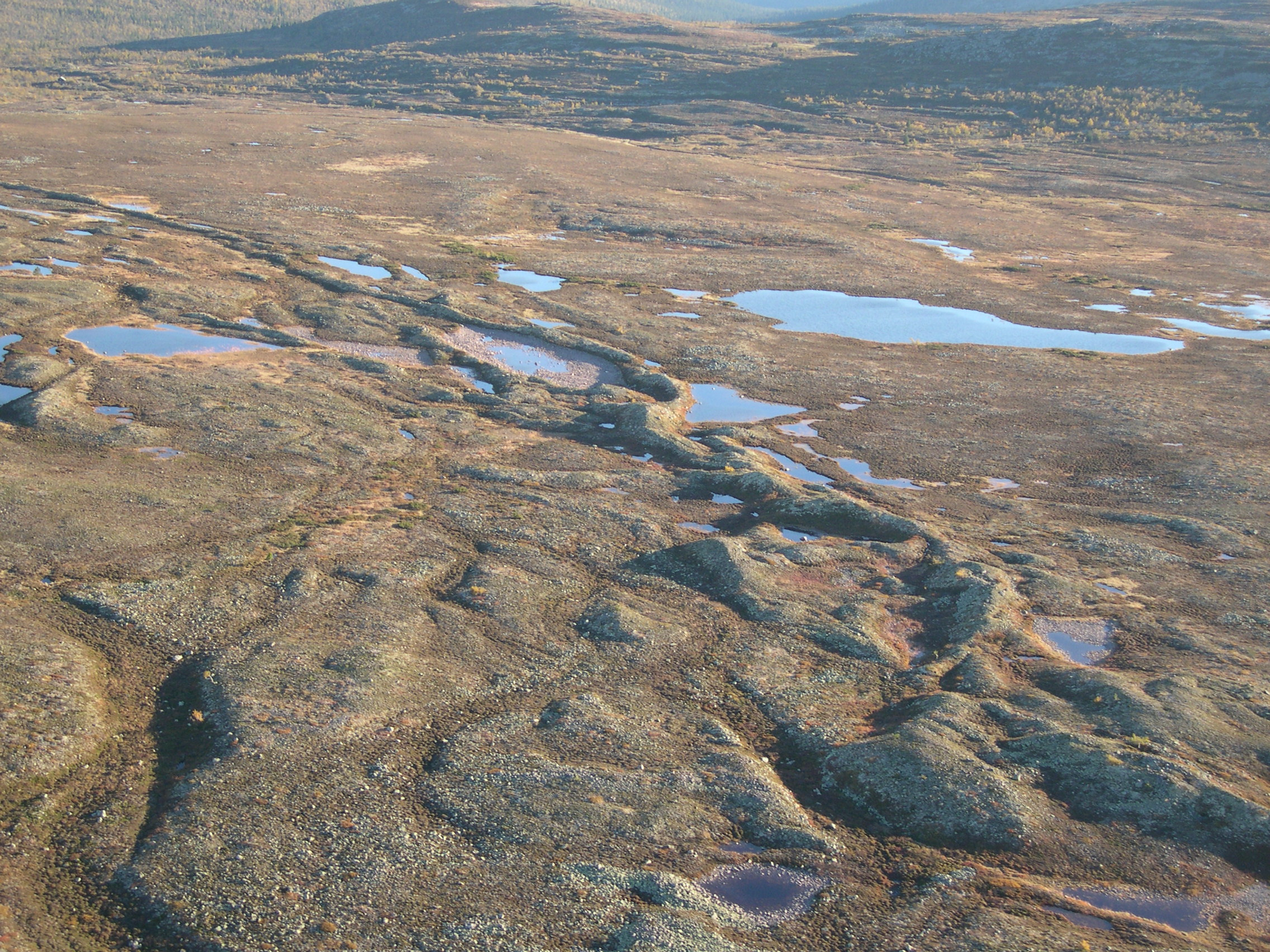
Esker sur le plateau de Fulufjället.

La formation du mont Fulufjället est due aux mêmes forces qui ont créé le reste des Alpes scandinaves. En effet, à partir d'environ 60 Ma, la côte ouest scandinave, ainsi que la côte nord-est américaine, subirent un important soulèvement tectonique. Les causes de ce phénomène ne sont pas claires et plusieurs hypothèses ont été proposées. Une de ces hypothèses est le soulèvement de la croûte terrestre par le panache islandais. Une autre hypothèse est l'isostasie liée aux glaciations. Cette élévation semble avoir eu lieu à des périodes différentes dans les parties nord et sud de la chaîne, avec, au milieu, entre Trondheim et Östersund, une petite dépression. Dans tous les cas, ce soulèvement permit la constitution d'une vaste zone plate à plusieurs milliers de mètres d'altitude.
Cette zone subit ensuite une intense érosion, donnant forme au paysage que l'on peut voir aujourd'hui. Cependant, contrairement aux sections les plus septentrionales de la chaîne, telles que Sarek, le paysage au niveau de Fulufjället n'est pas particulièrement marqué par l'érosion glaciaire. En fait, même si au plus fort des glaciations du Quaternaire la montagne était recouverte par un inlandsis, le mouvement de la glace était très faible, n'érodant pas significativement le massif. Au lieu de cela, l'érosion la plus marquante eut lieu durant le tertiaire, surtout sous un climat tropical.

## Milieu naturel
Le parc est situé dans l'écorégion terrestre du WWF Taïga scandinave et russe, bien qu'une partie importante soit située au-dessus de la limite des conifères et se rapproche donc plutôt des milieux des forêts de bouleaux et prairies d'altitude scandinaves.

### Plateau

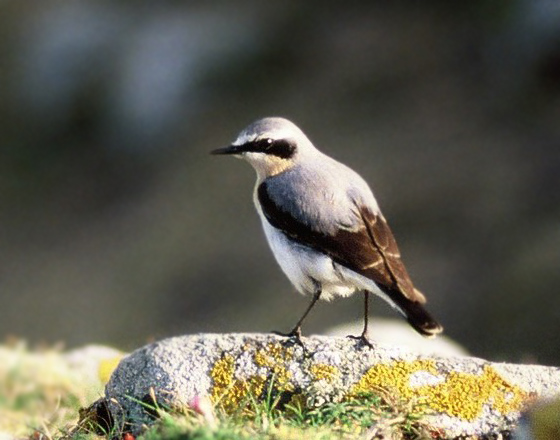
Traquet motteux.

À cause du climat et de la pauvreté du sol, le plateau est principalement constitué de landes et de terrains nus avec seulement quelques buissons de genévrier commun (Juniperus communis) et quelques bouleaux pubescents (Betula pubescens). Les principales plantes vasculaires rencontrées sont le saule nain (Salix herbacea), le busserole des Alpes (Arctostaphylos alpinus), Hieracium alpinum, la camarine noire (Empetrum nigrum), l'airelle rouge (Vaccinium vitis-idaea), la myrtille (Vaccinium myrtillus) et l'azalée naine (Loiseleuria procumbens),. Mais ce qui rend la végétation du plateau de Fulufjället particulièrement unique en Suède est la richesse en lichens, avec en particulier des vastes tapis de lichen des rennes (Cladonia rangiferina) et de cladonie étoilée (Cladonia stellaris), non affectés ici par la pâture des rennes domestiques contrairement à la plupart des montagnes suédoises. C'est aussi dans ces zones difficiles que fut trouvé Old Tjikko, un épicéa commun vieux de 9 550 ans, le faisant l'un des plus vieux arbres au monde.
Peu d'animaux vivent dans ces zones. Il s'agit principalement d'oiseaux, tels que le pouillot fitis (Phylloscopus trochilus), le pipit farlouse (Anthus pratensis), le traquet motteux (Oenanthe oenanthe), tout comme les plus rares pluvier doré (Pluvialis apricaria), pluvier guignard (Charadrius morinellus), bruant des neiges (Plectrophenax nivalis) et bruant lapon (Calcarius lapponicus). Le lagopède des saules (Lagopus lagopus) est relativement commun, tandis que le lagopède alpin (Lagopus muta) ne se trouve que sur les plus hauts sommets. Pour plusieurs de ces espèces, Fulufjället est la partie la plus septentrionale de leur aire de répartition en Suède.

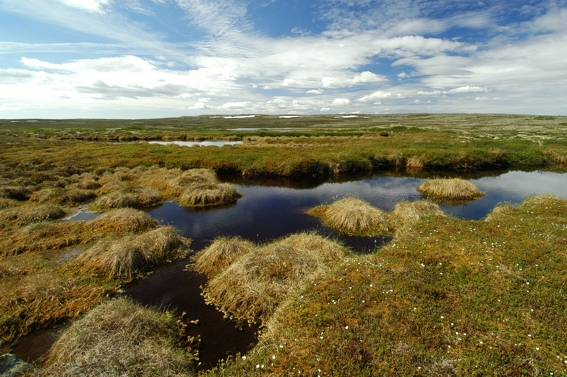
Zones humides sur le plateau de Fulufjället
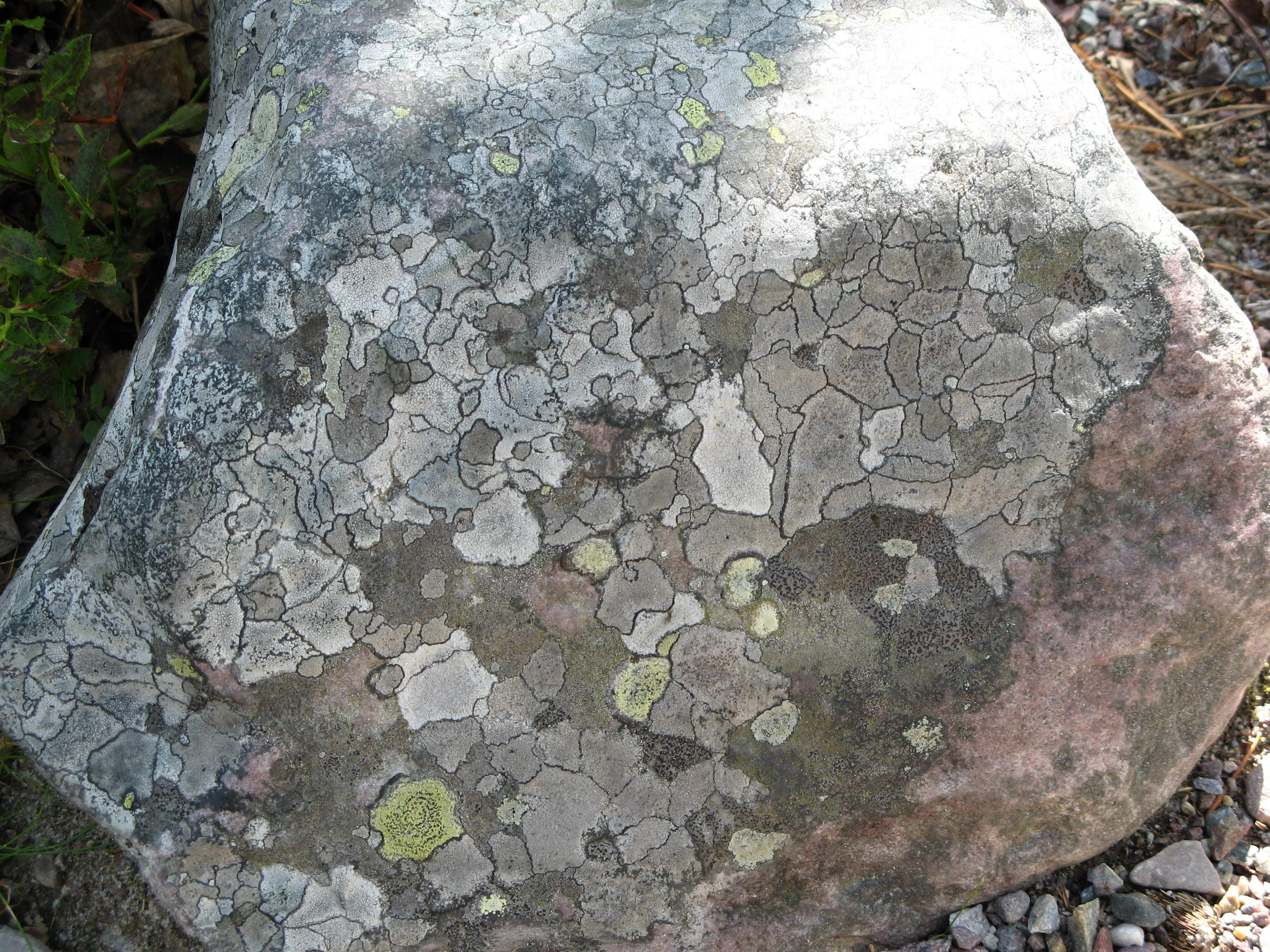
Motif caractéristique du lichen géographique (Rhizocarpon geographicum), sur les roches du parc

### Vallées et talus

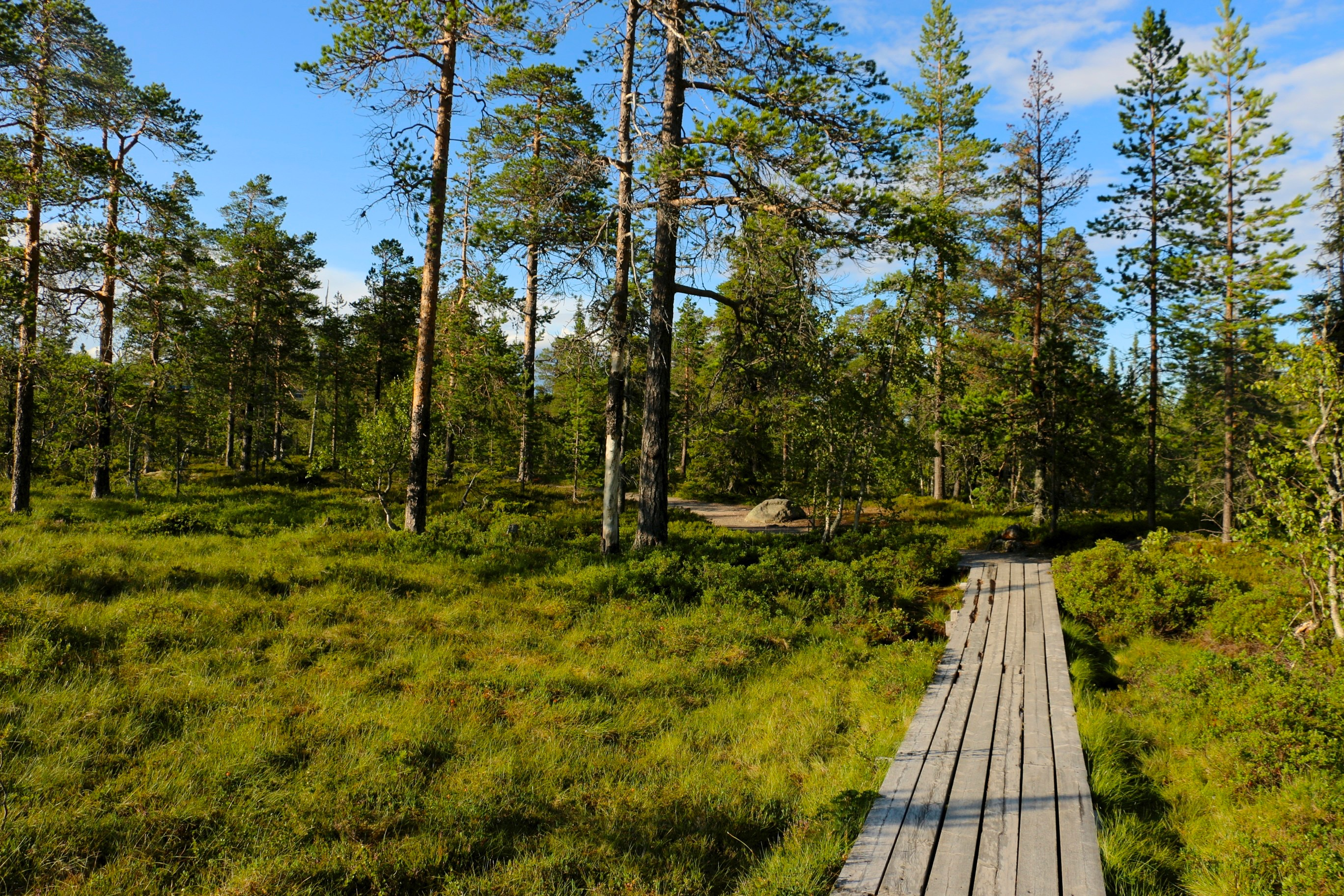
Forêt de conifères au pied de Fulufjället.

Dans les vallées et le talus, au contraire, le diabase et les meilleures conditions climatiques permettent une végétation plus riche. En particulier, ces zones sont recouvertes de forêt, avec différentes espèces en fonction de l'altitude : du bouleau pubescent (Betula pubescens), du pin sylvestre (Pinus sylvestris) et de l'épicéa commun (Picea abies), recouvrant respectivement 4 100 ha, 3 500 ha et 5 000 ha. Les sous-bois présentent aussi une grande diversité. Ainsi, les versants orientés sud sont principalement recouverts de pins sylvestres et leur sous-bois ressemblent fortement aux landes, avec en particulier de la bruyère callune, de la camarine noire… Le reste des forêts de conifères comprend le plus souvent de la myrtille, du polypode dryoptère (Gymnocarpium dryopteris), du solidage (Solidago virgaurea) et de la mélampyre des prés (Melampyrum pratense). Les sols riches en diabase permettent le développement de plantes plus exigeantes, telles que la laitue des Alpes (Cicerbita alpina), le géranium des bois (Geranium sylvaticum) et l'aconit tue-loup (Aconitum lycoctonum). Ces zones concentrent aussi un grand nombre d'espèces de mousses, si bien que le parc compte plus d'un tiers de toutes les espèces du pays.
La vie animale dans ces zones est aussi relativement riche. La zone est en particulier d'importance pour l'ours brun (Ursus arctos), qui apprécie de passer l'hiver dans des tanières sur les pentes de la montagne. Au printemps, il descend dans les plaines, et ne revient que lorsque les baies ont envahi la montagne. Ces terrains constituent aussi les lieux de prédilection pour le lynx boréal (Lynx lynx). Ces deux espèces sont protégées en Suède. Hormis le renard roux (Vulpes vulpes), les autres prédateurs que sont le glouton (Gulo gulo), le loup gris (Canis lupus) et le renard polaire (Vulpes lagopus) sont beaucoup plus rares et n'ont pas d'implantation fixe dans le parc. Le parc abrite une importante population d'élans (Alces alces) qui passent la belle saison dans la montagne, mais préfèrent passer l'hiver dans des zones moins enneigées. Il n'y a plus de rennes (Rangifer tarandus) sauvages dans le parc qui fait partie des rares montagnes suédoises non incluses dans la zone de pâture des rennes domestiques. Le bœuf musqué (Ovibos moschatus), qui avait disparu de la zone il y a presque 4 000 ans, a été réintroduit en Norvège et s'aventure maintenant parfois à proximité du parc. Parmi les plus petits mammifères, on peut citer la présence de l'écureuil roux (Sciurus vulgaris), de la martre des pins (Martes martes) et du lièvre variable (Lepus timidus). À l'instar des autres montagnes suédoises, le lemming des toundras de Norvège est présent à Fulufjället, mais de façon très discontinue : extrêmement nombreux certaines années et quasiment absent les autres années. Ce phénomène est toujours partiellement incompris.
Les pentes boisées hébergent leurs propres espèces d'oiseaux, en particulier le merle à plastron (Turdus torquatus), le grand Corbeau (Corvus corax) et l'aigle royal (Aquila chrysaetos). Plus généralement, les forêts abritent le pic tridactyle (Picoides tridactylus), le bec-croisé perroquet (Loxia pytyopsittacus), le bec-croisé des sapins (Loxia curvirostra), le rougequeue à front blanc (Phoenicurus phoenicurus), le pinson du Nord (Fringilla montifringilla) et le mésangeai imitateur (Perisoreus infaustus), qui est le symbole du parc.

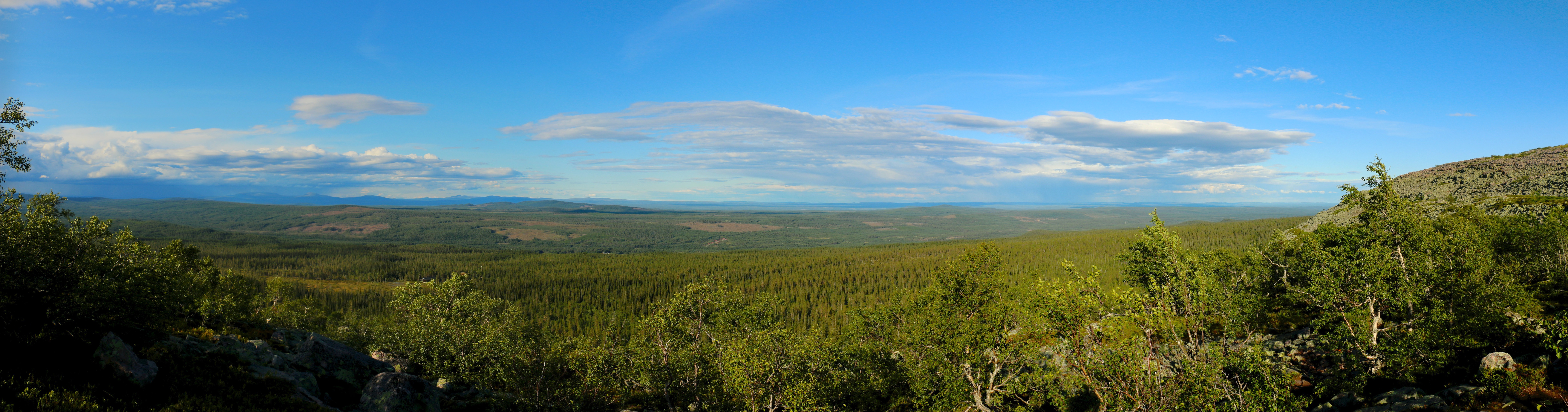
Vue des forêts de conifères sur les pentes de Fulufjället.

### Zones humides

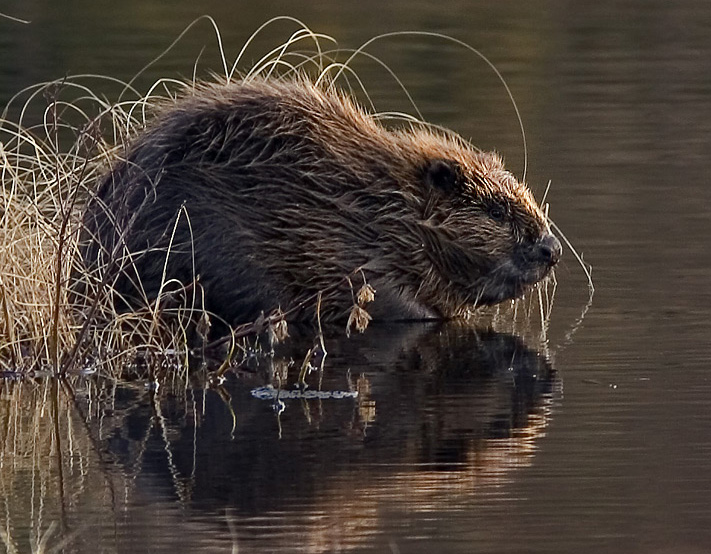
Castor européen.

Plusieurs complexes de marais existent dans le parc, mais ils sont généralement pauvres en végétation, exception faite de certaines zones où la diabase rend le terrain plus riche. En revanche, sur les pentes de la montagne, le long des ruisseaux, un riche tapis de végétation peut se développer, avec en particulier du cresson doré (Chrysosplenium alternifolium), de l'épilobe à feuilles d'Alsine (Epilobium alsinifolium), de l'aconit tue-loup et de la stellaire des bois (Stellaria nemorum). Au niveau de Njupeskär, les conditions particulières permettent la croissance d'oxyrie à deux stigmates (Oxyria digyna), qui ne pousse normalement que plus au nord. Ces zones humides constituent les milieux les plus intéressants aussi pour les mousses et les lichens,. Fulufjället est ainsi un des sites les plus riches de tout le pays pour ces cryptogames avec 394 espèces de mousses et plus de 500 de lichens inventoriées. La présence de ces lichens est en partie due au fait que le parc ne fait pas partie du territoire de pâture des rennes.
Les cours d'eau sont habités par des castors d'Europe, qui avaient disparu à cause d'une chasse intensive il y a une centaine d'années, mais qui ont maintenant retrouvé leur population originelle. Hormis ceci, c'est surtout une riche avifaune qui caractérise les zones humides du parc. Ainsi, il constitue l'extrémité sud de l'aire de nidification suédoise de plusieurs espèces, telles que le fuligule milouinan (Aythya marila), le harelde kakawi (Clangula hyemalis) et la macreuse noire (Melanitta nigra), et concentre aussi d'importantes populations de phalarope à bec étroit (Phalaropus lobatus), de combattant varié (Philomachus pugnax), de chevalier aboyeur (Tringa nebularia) et de chevalier sylvain (Tringa glareola). On trouve aussi parfois le courlis cendré (Numenius arquata), considéré comme une espèce menacée.
Les lacs sont principalement peuplés d'omble chevalier (Salvelinus alpinus), de truite (Salmo trutta) et de lotte (Lota lota). Les eaux du parc étaient particulièrement réputées pour leur abondance et furent protégées dès 1962.

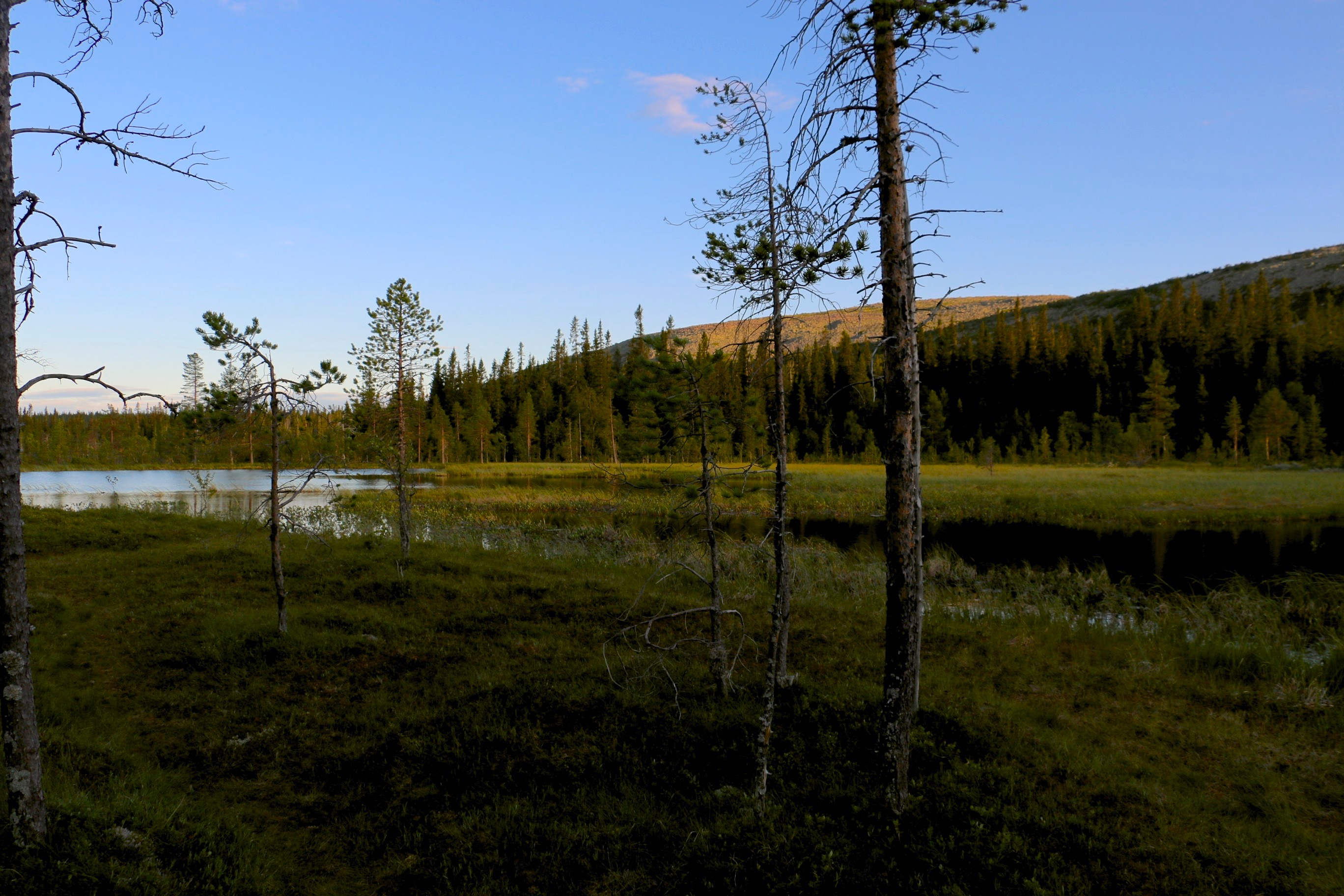
Zone humide au pied du plateau.
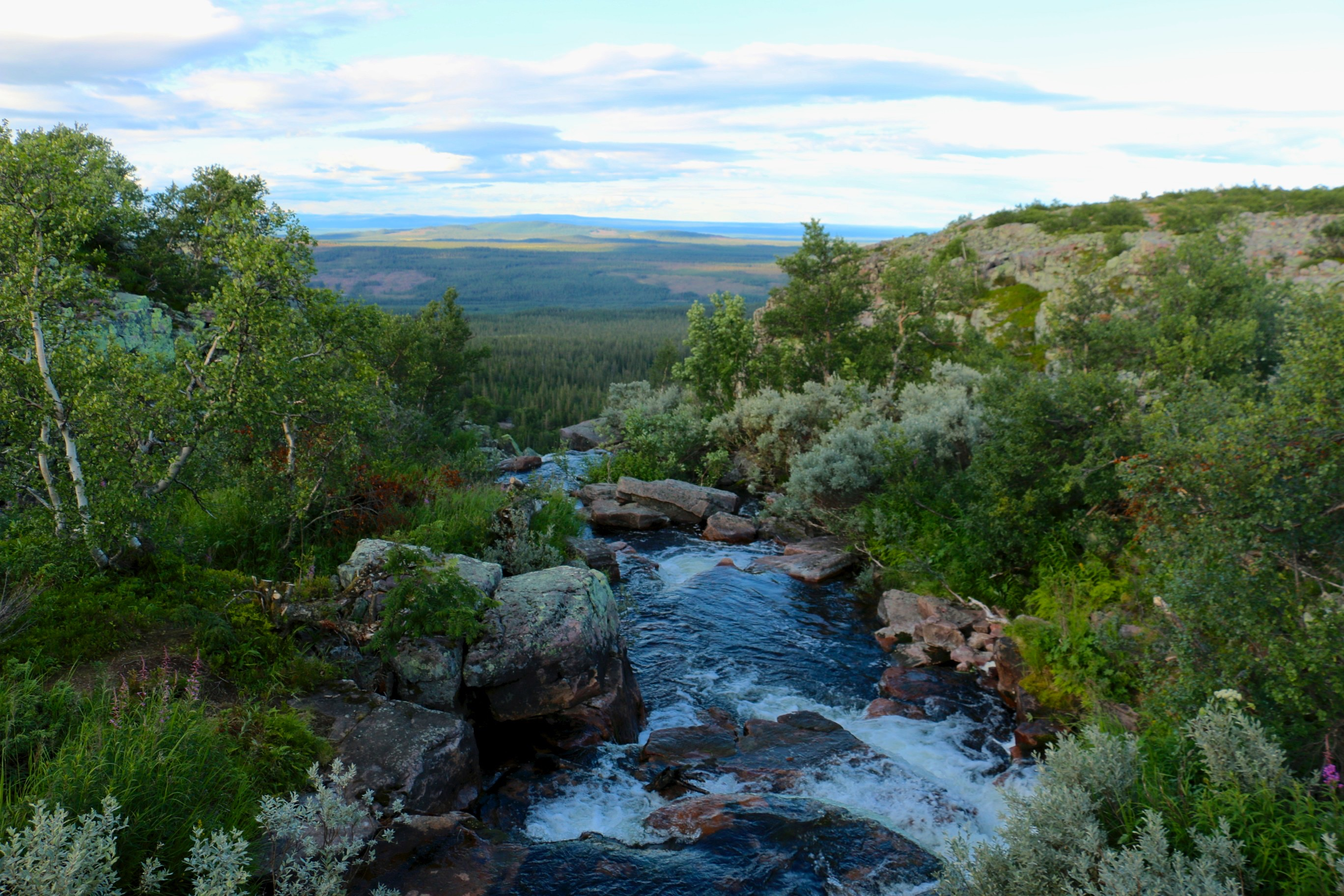
La rivière Njupån sur le plateau juste avant de chuter et de former la cascade Njupeskär.

## Histoire

### Protohistoire
Contrairement à la partie norvégienne du massif, la partie suédoise est relativement mal étudiée du point de vue archéologique et, comme souvent dans les montagnes, les traces laissées par l'homme sont discrètes. La montagne s'est libérée des glaces il y a environ 8 000 ans et les premiers hommes sont arrivés au cours de l'âge de la pierre, présence attestée par quelques reliques, telles qu'une hache en pierre près de la rivière Fulan. Ces hommes étaient des chasseurs-cueilleurs et n'avaient pas d'installations fixes, ce qui resta vrai jusqu'à l'âge du fer.
Quatre cairns funéraires de l'âge du fer figurent parmi les vestiges les plus notables de ces époques. Ce sont les seuls découverts dans les montagnes de Dalécarlie. Ils se trouvent au nord-est du plateau, à 2 km au sud-est de Njupeskär, et mesurent entre 2 et 4 m de large pour un peu moins d'un mètre de haut. Des pointes de flèches et de lances ont été découvertes dans ces tombes. Une autre relique notable est l'Altarringen, un mur ovale de 5 m de diamètre et un mètre de haut. Au milieu de cette ruine, un autel a été disposé. La datation de cette ruine est rendue difficile par les nombreuses restaurations qu'elle a subies.
Pendant l'âge Viking, des installations fixes se construisent aux alentours de Mora, par exemple, et on estime que les premières installations fixes furent établies dans les vallées de Fulufjället avant l'an 1000.

### Moyen Âge et époque moderne

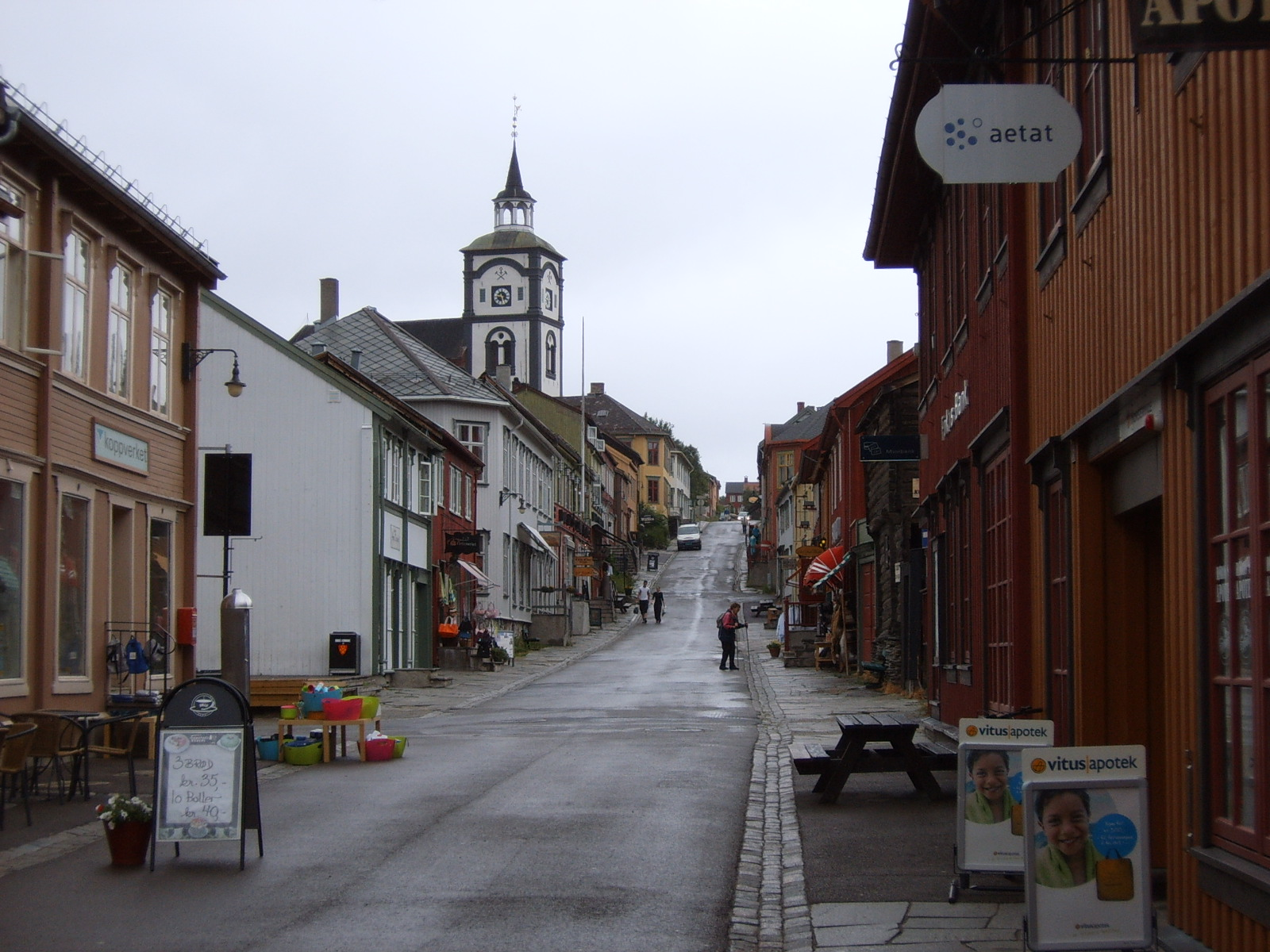
La ville de Røros en Norvège utilisait énormément de bois pour sa mine.

Les villages de Särna, Heden et Idre ont probablement été fondés en lien avec la chasse au renne sauvage, dont le commerce se faisait avec toute l'Europe. Cependant, le commerce déclina au XIVe siècle.
Au Moyen Âge, la zone est souvent cartographiée du fait de sa situation à la frontière suédo-norvégienne, ce qui est avéré dès 1273. À cette époque, le massif était entièrement norvégien, mais, en 1644, la Suède réussit à prendre Särna lors la guerre de Torstenson. Cependant, en 1645, le traité de Brömsebro ne définit pas clairement la frontière et ce ne fut qu'en 1751, après des négociations, que la frontière actuelle fut établie. Si les négociations prirent autant de temps, c'est aussi parce que l'importance de la zone était minime. Les abords de la montagne ne seront colonisés que tardivement. Ceci se fera à partir de la partie norvégienne : il y avait au moins une ferme à Ljørdalen en 1528. Il fallut attendre le XVIIIe siècle pour que la partie suédoise se peuple, initialement avec des maisons de transhumance, par exemple à Mörkret. Des véritables villages se créeront ensuite au début du XIXe siècle à Gördalen, Storbäcken, Storbron, Hägnåsen, Mörkret, Tjärnvallen et Lillådalen. Plusieurs des sentiers du parc datent de cette époque de transhumance.
Jusqu'au XVIIIe siècle, la zone est utilisée comme zone de chasse et de pâture. Si les mines de Røros demandaient une grande quantité de bois et de charbon, les problèmes de transport ont permis à Fulufjället d'être épargné dans un premier temps par l'industrie du bois. Ce n'est que dans la deuxième moitié du XIXe siècle que l'industrie du bois commença son emprise sur la zone, le bois étant ensuite transporté par flottage. La rivière Görälven fut utilisée dans un premier temps, une fois que certains conflits avec la Norvège furent réglés. L'exploitation n'atteignit les zones les plus inaccessibles que tardivement et certaines parties ne furent même pas exploitées du tout.
Parmi les autres formes d'exploitation de la zone, on peut noter l'exploitation d'une forme de grès au niveau de la vallée de Tangådalen.

### Protection
La première protection de la zone fut le classement en 1937 de 62,2 ha autour de Njupeskär comme réserve domaniale (domänreservat), ancêtre des réserves naturelles en Suède. De même, en 1946, 365 ha de forêt le long de la Göljån furent classés. Puis ce fut le tour de 350 ha autour de Lövåsen, et, enfin, la réserve de Njupeskär fut agrandie à 342,2 ha en 1960. En 1964, la zone de Njupeskär devint parc naturel et fut agrandie à 525 ha, passant à 1 447 ha en 1970. En parallèle, la plupart de Fulufjället obtint un statut de protection, bien que relativement faible. En 1973, toute la zone, soit 38 060 ha, passa sous le statut de réserve naturelle. En 1990, la pâture des rennes fut interdite.
En 1989, Fulufjället apparut dans le plan de Naturvårdsverket pour la création de nouveaux parcs nationaux. Les négociations avec les autorités locales commencèrent dès l'année suivante, mais le projet rencontra tout d'abord des oppositions émanant de la population locale. En particulier, un des arguments en faveur de la création du parc, en dehors du bien-fondé de la protection de la nature, était que cela allait augmenter l'attractivité touristique, en particulier auprès des étrangers. Ceci était d'autant plus important que si Idre et Sälen avaient réussi à développer le tourisme d'hiver, ce n'était pas le cas de Särna. Mais les opposants au projet rétorquaient qu'il n'y avait aucune raison que des touristes européens choisissent de se rendre dans cette montagne lointaine et plate au lieu des Alpes. Or, le parc national impliquerait un certain nombre de restrictions pour les habitants, tels que l'interdiction de pratiquer la motoneige, la chasse et la pêche. Cette opinion défavorable de la population fut entendue au conseil d'administration de la commune d'Älvdalen qui s'opposa donc à la création du parc. Naturvårdsverket et le comté de Dalécarlie changèrent alors de stratégie et menèrent une étude auprès de la population pour savoir comment chacun pensait que la montagne devait être utilisée. Les discussions continuèrent à la suite de la publication de cette étude, et, en 1999, la population commença à exprimer des opinions favorables. Le parc national n'était plus vu comme une série de restrictions, mais comme une opportunité pour la commune. Ceci aboutit à la création du parc en 2002. Le motif officiel pour la création du parc est de « préserver une zone des montagnes méridionales avec une végétation distinctive et d'une grande richesse naturelle dans un état relativement intact ». C'est le premier parc national de Suède dans les montagnes depuis Padjelanta en 1962. L'inauguration officielle eut lieu le 17 septembre 2002, en présence du roi Charles XVI Gustave de Suède. Le parc fait aussi partie du réseau Natura 2000 depuis 1995 et est classé zone de protection spéciale pour la conservation des oiseaux depuis 1996. Le parc est devenu l'un des premiers parcs d'Europe du réseau PAN parks, créé par le fonds mondial pour la nature visant à concilier la protection de la nature et le tourisme durable.
Au moment de l'inauguration du parc suédois, la partie norvégienne du massif n'avait aucune protection formelle et n'apparaissait pas dans le plan de création de parcs nationaux du pays de 1992. Mais cette création souleva la question de l'établissement d'un parc national sur la partie norvégienne, afin d'avoir une protection plus cohérente de l'ensemble du massif. Ainsi, le 27 avril 2012, le parc national de Fulufjellet fut créé. Outre la cohérence de protection, une des principales raisons pour l'établissement du parc est la présence de l'ours brun, espèce classée comme en danger dans le pays.

## Gestion et administration

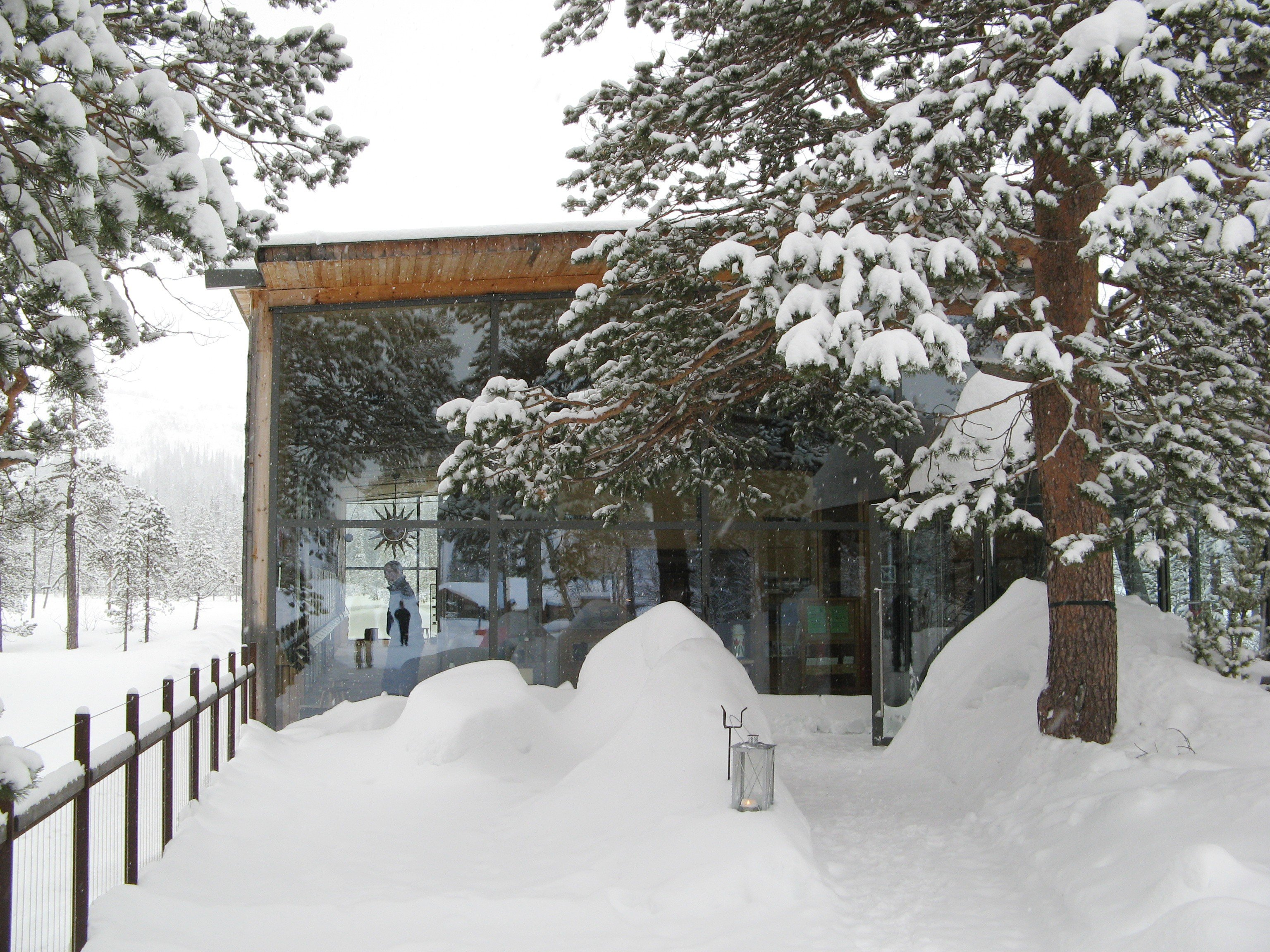
Le naturum de Fulufjället.

Comme pour la plupart des parcs nationaux de Suède, la gestion et l'administration sont divisées entre l'agence suédoise de protection de l'environnement (Naturvårdsverket) et le conseil d'administration des comtés (Länsstyrelse). Naturvårdsverket est chargé de la proposition des nouveaux parcs nationaux, sur consultation des conseils d'administration des comtés et des communes, et la création est entérinée par un vote du Parlement. Le terrain est ensuite acheté par l'État, par l'intermédiaire de Naturvårdsverket. La gestion du parc est ensuite principalement assurée par le comté, c'est-à-dire par le conseil d'administration du comté de Dalécarlie pour le parc de Fulufjället.
Le parc est divisé en quatre zones, ayant différentes vocations, afin de concilier la protection du parc et l'accueil des touristes. Il s'agit du premier parc suédois à avoir adopté ce zonage strict. La majeure partie (60 %) du parc est classée en zone I, c'est-à-dire zone intouchée : cet espace est le cœur du parc et ne présente que très peu d'infrastructures touristiques. Le sud-est du parc (14 %) est classé en zone II, ou zone de faible activité. Dans cette zone, la chasse à l'élan est autorisée, mais les infrastructures sont toujours limitées. 25 % du parc est classé en zone III, c'est-à-dire de haute activité. Cette zone comprend plus d'infrastructures touristiques, telles que des sentiers et des chalets. La chasse et la pêche y sont autorisées. Enfin, la zone IV (environ 1 % de la superficie du parc) correspond à un rayon de 200 m autour des points à forte concentration de visiteurs, c'est-à-dire des entrées, de la cascade de Njupeskär et de la vallée de la Göljån, où les traces du grand orage sont encore visibles.

## Tourisme

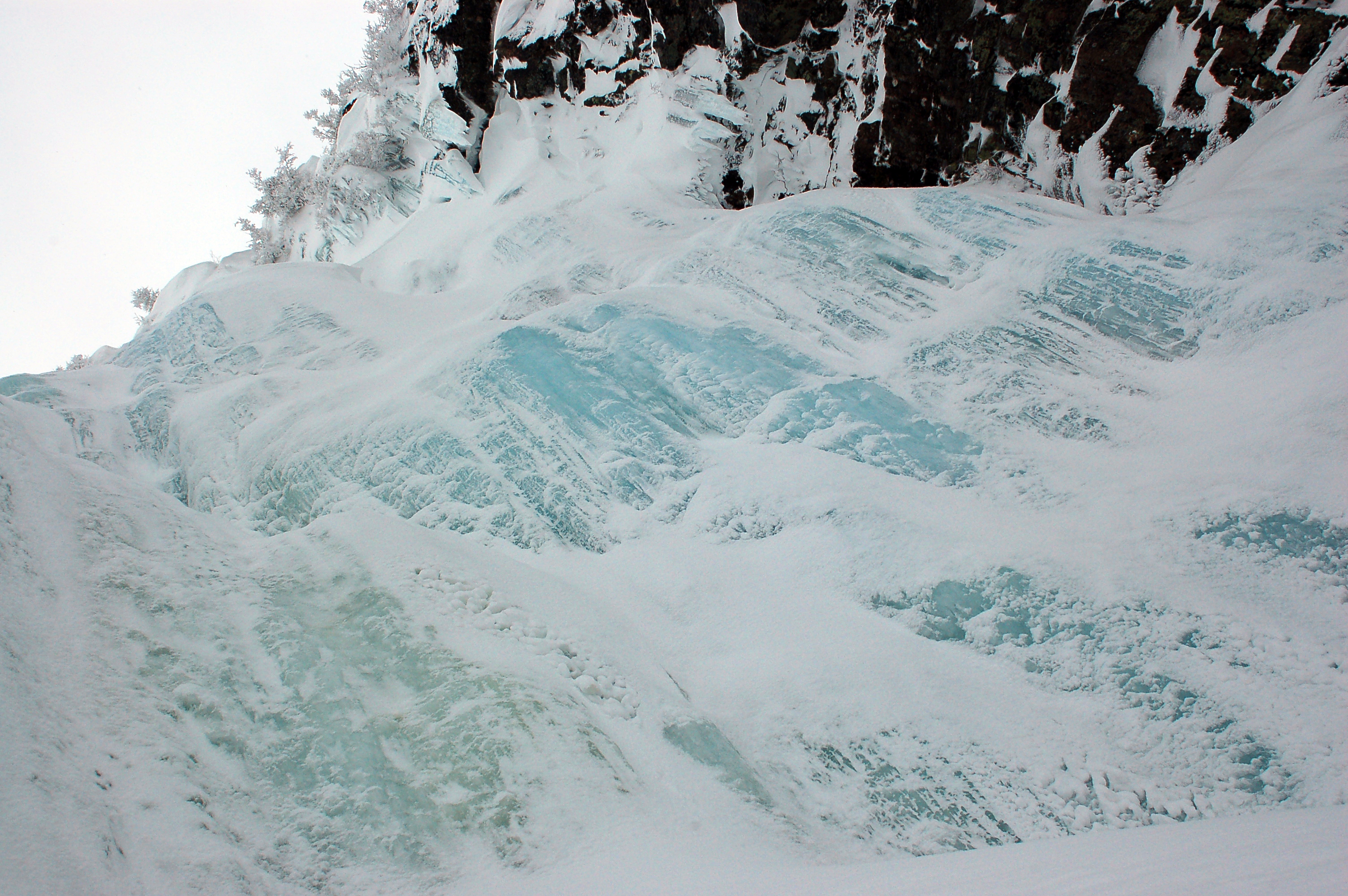
En hiver, la cascade de Njupeskär est gelée et devient alors un bon support pour escalade.

Le parc est le plus méridional des parcs nationaux de montagne en Suède. C'est donc le plus proche de la majorité de la population du pays. Il a accueilli 53 000 visiteurs en 2003 (dont plus de 80 % en été), ce qui représente une augmentation de près de 40 % comparé à 2001, avant la création du parc national. Près d'un tiers de ces visiteurs sont étrangers, principalement des Allemands. La principale motivation des visites est la cascade de Njupeskär, plus haute cascade de Suède avec 93 m dont une chute libre de 70 m. Les dégâts du grand orage de 1997, visibles non loin de la cascade, sont aussi un point d'intérêt important pour les touristes. L'entrée principale du parc, avec son aire de stationnement, est située à proximité de ces deux sites. Près de cette entrée se trouve le naturum, centre d'information du parc, comprenant des expositions sur la nature du parc, et point de départ des visites guidées. C'est aussi le point de départ de plusieurs sentiers du parc, le parc étant en effet parcouru de 140 km de sentiers de randonnée. Parmi ces sentiers, on peut noter une partie du Södra Kungsleden (Sälen-Storlien, soit un total de 350 km).
La randonnée de courte durée (entre une et trois heures) est l'activité la plus répandue, mais une proportion non négligeable des visiteurs s'adonnent à des randonnées plus longues (plusieurs jours), ce qui est en particulier vrai chez les visiteurs allemands. En hiver, le ski est possible, mais il est cependant relativement peu répandu à cause du manque de sentiers préparés. L'escalade glaciaire est aussi pratiquée sur la Njupeskär. La pêche est aussi possible sous réserve d'achat d'une carte.

La cascade de Njupeskär est la principale attraction du parc.

## Fulufjället dans la culture populaire
C'est dans les forêts de Fulufjället que se trame la chanson enfantine Mors lilla Olle d'Alice Tegnér. Cette histoire est en réalité inspirée d'un fait réel : pendant l'hiver 1850-1851, quatre enfants, dont Jon âgé d'un an et demi, jouaient dans la forêt. Ils rencontrèrent une ourse et son petit. Jon se dirigea alors vers les ours qu'il caressa et nourrit de baies. Lorsque la mère de l'enfant arriva, elle poussa des cris, ce qui fit fuir les ours. Le petit enfant pensait que ces animaux étaient de gros chiens noirs.